# گلرخ بال‌زرد
گلرخ بال‌زرد (نام علمی: Pytilia hypogrammica)، که همچنین به عنوان گلرخ رخ‌سرخ شناخته می‌شود، یک سهرهٔ ریز آفریقایی است.